# سارتسو
سارتسو (به ایتالیایی: Sarezzo) یک کومونه در ایتالیا است که در استان برشا واقع شده‌است.

## خصوصیات
سارتسو ۱۷ کیلومترمربع مساحت و ۱۳٬۵۴۷ نفر جمعیت دارد.

## خواهرخوانده
شهر ابرهاسلاخ خواهرخواندهٔ سارتسو هست.